# David Gelb
David Gelb (nacido el 16 de octubre de 1983) es un director de cine estadounidense que dirigió el aclamado documental de 2011, Jiro Dreams of Sushi. En el año 2015, dirigió The Lazarus Effect.

## De vida y carrera
Gelb nació en Manhattan, Nueva York. Asistió a la Escuela de los Maestros y se graduó de la Universidad del Sur de California. Su padre es Peter Gelb, el gerente general de la Metropolitan Opera. Y su abuelo paterno fue  Arthur Gelb, un exjefe de redacción de The New York Times.
David Gelb lanzó Jiro Dreams of Sushi en 2011 y El Efecto Lázaro en 2015. Creó una serie-documental de comida para Netflix llamado Chef's Table, que él considera una continuación a Jiro Dreams of Sushi.
En su documental Faster Horse de 2015 analiza el desarrollo de la 2015 Ford Mustang, una película programada para coincidir con el 50 aniversario del primer Mustang.

## Filmografía
| Año  | Título               | Género     | Notas    |
| ---- | -------------------- | ---------- | -------- |
| 2002 | Lethargy             | Corto      | Director |
| 2011 | Jiro Dreams of Sushi | Documental | Director |
| 2015 | The Lazarus Effect   | Horror     | Director |
| 2015 | Chef's Table         | Serie      | Creator  |
| 2015 | A Faster Horse       | Documental | Director |